# Ralph Fults
Ralph Fults (Anna, Texas, 23 de gener de 1911 − Dallas, 16 de març de 1993) va ser un criminal i artista escapadís estatunidenc de l'època de la Gran Depressió associat amb Raymond Hamilton, Bonnie Parker i Clyde Barrow de la Banda Barrow.
Nascut d'un treballador del servei postal dels EUA a Anna (Texas), ell va ser arrestat a Aspermont (Texas) després que la policia li va trobar una maleta plena d'objectes furtats. El Fults de 14 anys es va escapar de la presó del poble una setmana més tard després de fer una clau a partir d'una capseta. Amb el xèrif del poble assistint a la fira del comtat, Fults va ser capaç d'iniciar una fugida massiva, deixant eixir a la resta dels reclusos de la presó. Això no obstant, Fults aviat va ser capturat i condemnat al Reformatori Gatesville d'on ell va escapar el 16 d'abril del 1927.
Dos anys després de la seva fuita de Gatesville, Fults va ser arrestat i declarat culpable de robatori després de la venda de cigarrets sostrets a una botiga de queviures a Greenville (Texas). Ell va rebre una sentència de dos anys de presó, Fults n'arribà a la Presó Huntsville el 16 de juny. Finalment ell va ser transferit a la Granja Penal d'Eastham de la qual es va escapar amb dos altres reclusos el 8 d'abril del 1930. Capturat novament cinc mesos després mentre que robava una ferreteria a St. Louis, va ser enviat de retorn a Texas, on va rebre una llicència extrapenal el 16 d'agost del 1931.
Durant el seu temps a la presó, ell es va familiaritzar amb molts delinqüents i malfactors de l'"era de l'enemic públic" i ajudà a passar de contraban fulles de serra al lladre de bancs Ray Hamilton per a escapar de la presó a McKinney (Texas) el 27 de gener del 1932.
Més tard es va unir a Hamilton el 22 de març, juntament amb Bonnie Parker i Clyde Barrow, en un intent de robatori a una ferreteria a Kaufman (Texas).